# حمزه خضیراوی
حمزه خذیراوی (زادهٔ ۳ اوت ۱۹۹۴) یک بازیکن فوتبال اهل ایران است که در پست مهاجم بازی می‌کند.